# Batalla del día de San Mateo
La batalla del día de San Mateo tuvo lugar cerca de Viljandi, Estonia el 21 de septiembre de 1217, durante las cruzadas bálticas en Livonia. Los adversarios fueron por un lado los Hermanos Livonios de la Espada liderados por Volquin y sus aliados livonios y latgalianos recién convertidos al Cristianismo contra una fuerza de 6.000 estonios de diferentes condados liderados por el caudillo pagano Lembitu, en su intento de unir a los condados estonios contra las embestidas de conquista de los cruzados. El triunfo fue de la alianza cristiana; durante la batalla murió el caudillo estonio Lembitu y el livonio Kaupo de Turaida que luchaba en las filas de los nuevos conversos. Los supervivientes fueron forzados a aceptar la nueva religión.